# Махадзанга (провінція)
Махадзанга (малаг. Mahajanga) — колишня провінція Мадагаскару площею 150 023 км² і населенням 1,896,000 осіб (2004 рік). Адміністративний центр — місто Махадзанга.
За винятком провінції Фіанаранцуа, провінція Махадзанга межувала з усіма іншими провінціями країни:
- Анціранана — на півночі
- Туамасіна — на сході
- Антананаріву — на південному сході
- Туліара — на південному заході.

## Адміністративний поділ

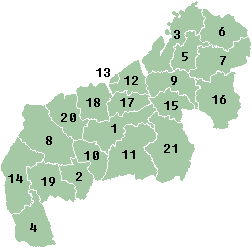
Регіони та департаменти провінції Махадзанга.

Провінція Махадзанга була розділена на чотири регіони — Бетсібока, Боені, Мелакі і Софія (регіон). Ці чотири регіони стали першим рівнем адміністративного поділу, коли в 2009 році провінції були скасовані. Вони поділяються на 20 районів (департаментів):
| - Регіон Бетсібока: - 10. Кандреу - 11. Маеватанана - 21. Царатанана - Регіон Боені: - 1. Амбатубуні - 12. Махадзанга (сільський) (Махадзанга II) - 13. Махадзанга (міський) (Махадзанга) - 17. Маровоаї - 18. Міцінжу - 20. Соалала - Регіон Мелакі: - 2. Амбатумаінті - 4. Анцалува - 8. Бесалампі - 14. Мантірану - 19. Морафенобе - Регіон Софія: - 3. Аналалава - 5. Анцуіїй - 6. Беаланана - 7. Бефандріяна-Нор - 9. Борайзіні - 15. Мампіконі - 16. Мандріцара |